# Leopold Ernst
Leopold Ernst (Wenen, 14 oktober 1808 – aldaar, 17 oktober 1862) was een Oostenrijks architect en kunstschilder.

## Biografie

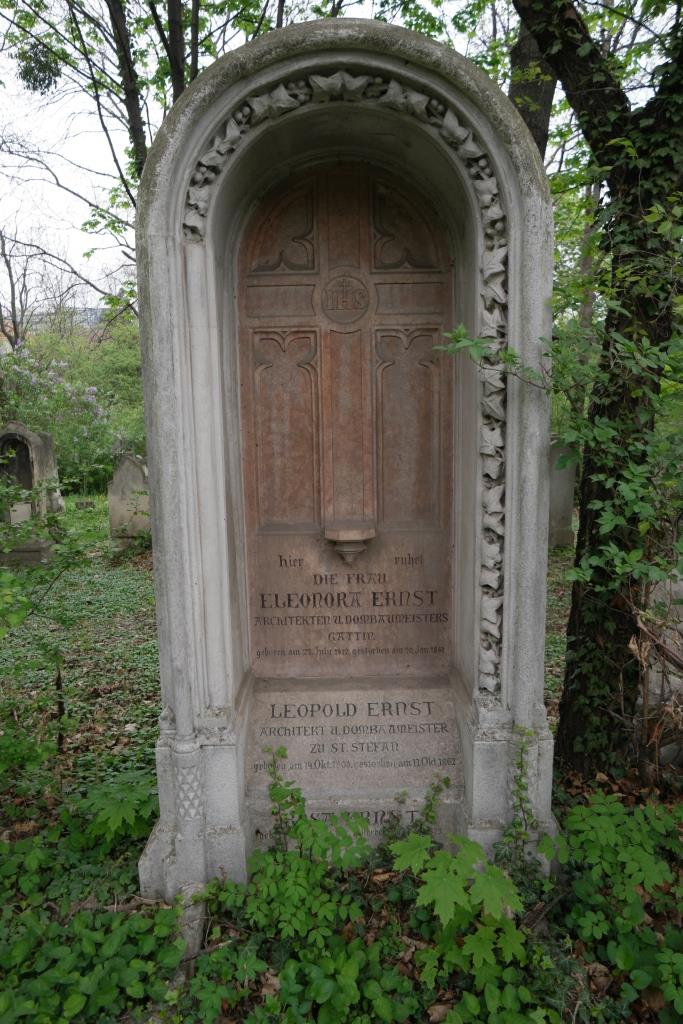
Grafsteen van Ernst

Ernst was een leerling van Peter von Nobile. Vanaf 1853 was hij bouwmeester van de Stephansdom in Wenen. Daarna ontwierp hij het Palais Niederösterreich in de Herrengasse in Wenen en presenteerde hij een renovatie-ontwerp voor Schloss Grafenegg. Ook maakte hij een ontwerp voor een nieuwe toren aan de Pfarrkirche Großweikersdorf.
Naast architect was Ernst kunstschilder.
Ernst overleed in 1862 in Wenen. Hij werd begraven op het Sint-Marx Friedhof. Ernst werd opgevolgd door zijn zoon Hugo (1840-1930), die als Dombauführer het restauratiewerk van zijn vader aan de Stephansdom voltooide na diens dood.

## Privéleven
Ernsts dochter Therese huwde met architect Friedrich Schachner. Samen kregen zij vijf dochters, onder wie kunstschilderes Therese Schachner.

## Nagedachtenis
In 1894 werd de Leopold-Ernst-Gasse in de Weense wijk Hernals naar hem vernoemd.

## Galerij

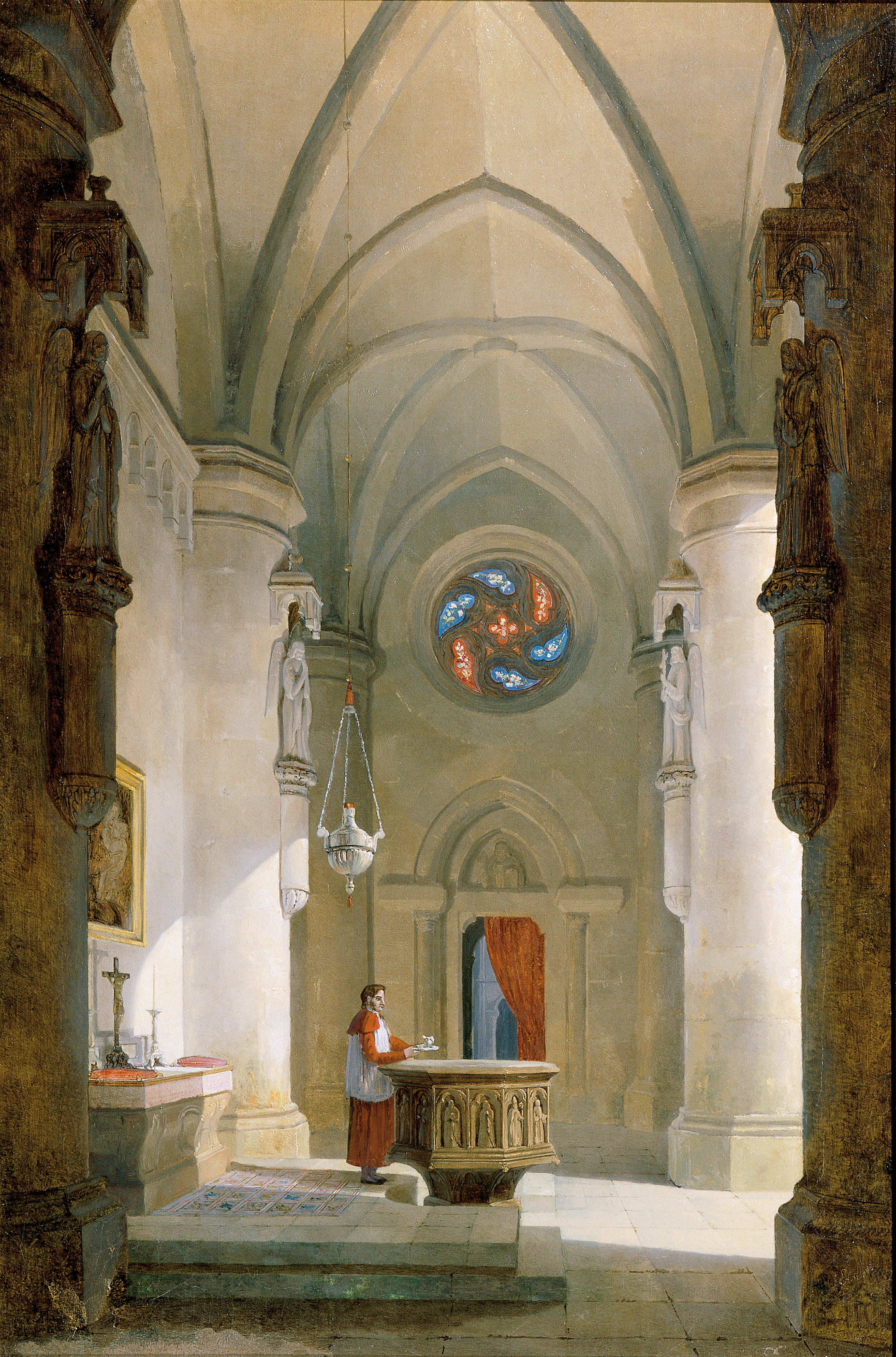
Das Innere einer Taufkapelle (1838)
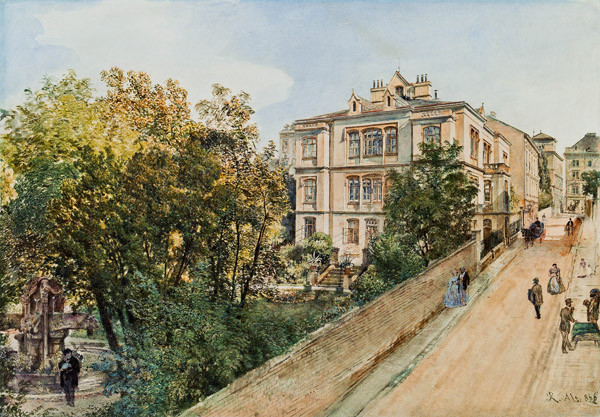
Schmöllerlgasse Wien (1866)
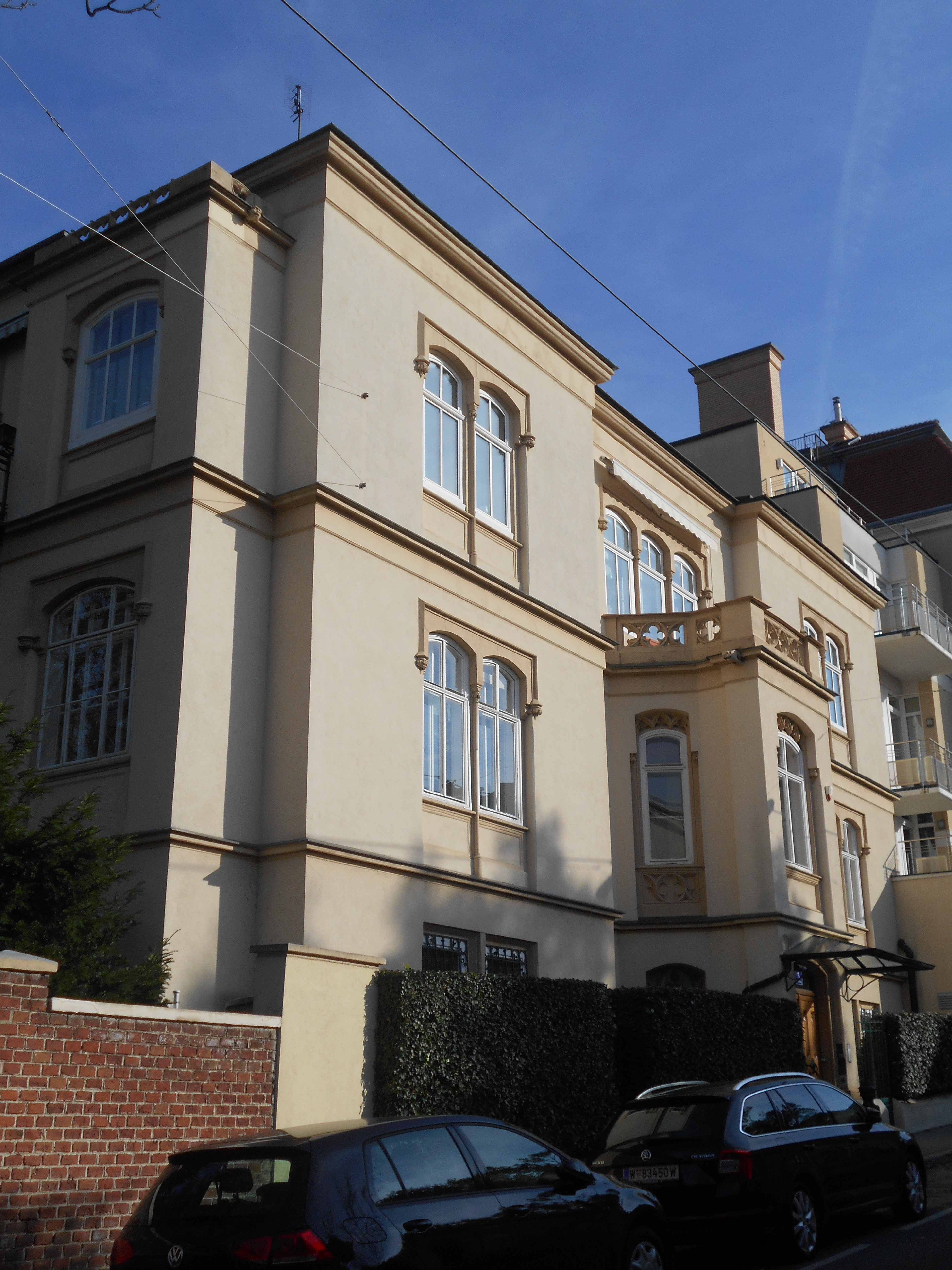
Villa Ernst, woonhuis van Leopold Ernst in Wenen